# Büren SO
| SO ist das Kürzel für den Kanton Solothurn in der Schweiz. Es wird verwendet, um Verwechslungen mit anderen Einträgen des Namens Büren zu vermeiden. |

Büren (im Dialekt: Büüre) ist eine politische Gemeinde im Bezirk Dorneck des Kantons Solothurn in der Schweiz.

## Geographie
Büren liegt auf 441 m ü. M., 6 km südwestlich der Stadt Liestal (Luftlinie). Das Haufendorf erstreckt sich in einem nach Osten geöffneten Ausräumungskessel am Fuss des Gempenplateaus im Tafeljura, an einem Quellbach des Orisbaches, im Schwarzbubenland.
Die Fläche des 6,2 km² grossen Gemeindegebiets umfasst einen Abschnitt des nördlichen Juras. Der zentrale Teil des Gebietes wird vom Bürer Ausräumungskessel eingenommen, der auf drei Seiten von steilen Waldhängen umgeben ist. Diese Steilhänge bilden eine charakteristische, durchschnittlich 100 bis fast 200 m hohe Schichtstufe des Tafeljuras, an der verschiedene Quellen entspringen. Im Norden wird der Kessel vom Sternenberg (617 m ü. M.) und dem Schlimmberg (692 m ü. M.), im Süden durch das Horn (633 m ü. M.) abgeschlossen. Die westliche Gemeindegrenze verläuft zumeist auf der Stufenkante oberhalb des Steilabfalls, der besonders im Bereich der Bürenflue (mit 727 m ü. M. der höchste Punkt von Büren) und des Spitzenflüelis (709 m ü. M.) auch Felswände aufweist. Ein kleiner Teil des Gempenplateaus östlich des Chälen gehört ebenfalls zu Büren.
Das Gebiet wird nach Osten durch den Orisbach zur Ergolz entwässert. Der östliche Rand des Oristals respektive des Ruestel mit seinem rund 250 m breiten flachen Talboden bildet die Ostgrenze der Gemeinde. Nach Süden erstreckt sich der Gemeindeboden über den Kessel von Rotengrund bis an den Nordhang des Holzenbergs. Von der Gemeindefläche entfielen 2014 7 % auf Siedlungen, 46 % auf Wald und Gehölze, 46 % auf Landwirtschaft und etwas weniger als 1 % war unproduktives Land.
Zu Büren gehören einige Einzelhöfe. Nachbargemeinden von Büren sind Seewen, Hochwald, Gempen und Nuglar-Sankt Pantaleon im Kanton Solothurn sowie Lupsingen und Ziefen im Kanton Basel-Landschaft.

Historisches Luftbild von Werner Friedli von 1948

## Bevölkerung
Mit 1055 Einwohnern (Stand 31. Dezember 2023) gehört Büren zu den kleineren Gemeinden des Kantons Solothurn. Von den Bewohnern sind 96,1 % deutschsprachig, 1,4 % italienischsprachig und 0,9 % sprechen Serbokroatisch (Stand 2000). Die Bevölkerungszahl von Büren belief sich 1850 auf 611 Einwohner, 1900 auf 546 Einwohner. Im Verlauf des 20. Jahrhunderts pendelte die Bevölkerungszahl stets im Bereich zwischen 490 und 570 Personen. Erst seit 1980 (539 Einwohner) wurde eine deutliche Bevölkerungszunahme verzeichnet.

## Wirtschaft
Büren war bis in die zweite Hälfte des 20. Jahrhunderts ein vorwiegend durch die Landwirtschaft geprägtes Dorf. Seit dem 15. Jahrhundert wurde die Wasserkraft des Dorfbaches für den Betrieb einer Mühle genutzt. Im 19. Jahrhundert war die Seidenbandweberei in Heimarbeit weit verbreitet, daneben existierte eine Seidenband- und eine Bürstenfabrik. Noch heute haben der Ackerbau, der Obstbau (überwiegend Kirschbäume) sowie die Viehzucht und die Milchwirtschaft einen gewissen Stellenwert in der Erwerbsstruktur der Bevölkerung. Früher hatte auch der Weinbau am Südhang des Sternenberges Bedeutung; heute gibt es praktisch keine Rebflächen mehr.

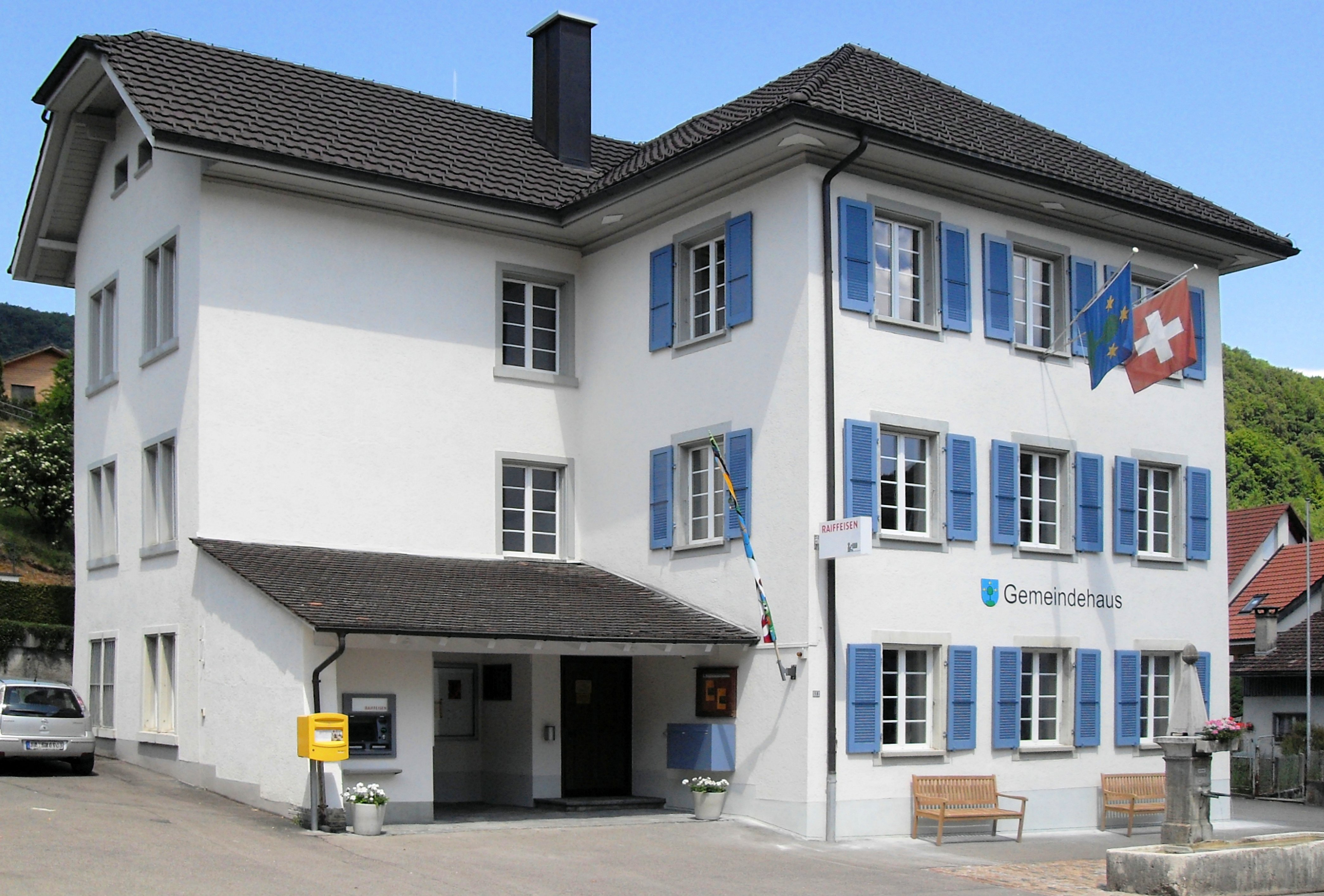
Gemeindehaus Büren

Weitere Arbeitsplätze sind im lokalen Kleingewerbe und im Dienstleistungssektor vorhanden, unter anderem in Betrieben des Baugewerbes, des Landmaschinenbaus und der Informatik. Büren ist seit 1977 Standort des Oberstufenzentrums Dorneckberg. In den letzten Jahrzehnten hat sich das Dorf zu einer Wohngemeinde entwickelt. Viele Erwerbstätige sind deshalb Wegpendler, die hauptsächlich in der Region Liestal aber auch im Raum Basel arbeiten.

## Verkehr
Die Gemeinde liegt abseits der grösseren Durchgangsstrassen an einer Verbindungsstrasse von Liestal nach Seewen.

### Öffentlicher Verkehr
Durch einen Postautokurs, welcher die Strecke von Liestal nach Büren bedient, ist das Dorf an das Netz des öffentlichen Verkehrs angebunden. Zu gewissen Tageszeiten verkehrt ein Postauto von Büren nach Laufen. Es verkehrt die Linie 111 von Laufen via Nunnigen nach Liestal und die Richtung Liestal – Nunningen – Laufen. Ebenfalls verkehrt die Linie 73 nach Nuglar oder Liestal.
- 73 Liestal, Bahnhof – Nuglar – St. Panthaleon – Büren
- 111 Liestal, Bahnhof – Büren – Seewen – Bretzwil – Nunningen – Breitenbach – Laufen, Bahnhof

## Geschichte
Das Gemeindegebiet von Büren war bereits zur Römerzeit besiedelt, was anhand von Überresten einer römischen Wasserleitung und verschiedenen Münzfunden belegt werden konnte. Die erste urkundliche Erwähnung des Ortes erfolgte 1174 unter dem Namen Buren. Später erschienen die Bezeichnungen Buoron (1194), Burron (1225) und Bürren (1425). Der Ortsname ist vom althochdeutschen Wort bur (kleines Haus, Gebäude, Wohnung) abgeleitet und bedeutet bei den Häusern, im Dorf.
Im Hochmittelalter gehörte Büren den Grafen von Pfirt. Danach kam der nördliche Ortsteil an das Bistum Basel, das es als Lehen an die Herren von Sternenfels weitergab, welche die kleine Herrschaft Büren gründeten. Demgegenüber gelangte der südliche Teil als österreichisches Lehen an die Thiersteiner. Ab 1489 gehörten beiden Teile den Thiersteinern, welche die Herrschaft Büren 1502 an Solothurn verkauften. In der Folge wurde das Dorf der Vogtei Thierstein und dem Gerichtskreis Ob dem Berg zugeordnet. Nach dem Zusammenbruch des Ancien Régime (1798) gehörte Büren während der Helvetik zum Distrikt Dornach und ab 1803 zum Bezirk Dorneck.

## Sehenswürdigkeiten
Die Kirche Sankt Martin, die ursprünglich auf die Mitte des 13. Jahrhunderts zurückgeht, wurde 1697 neu erbaut und besitzt eine Kanzel aus dem 18. Jahrhundert. Im alten Ortskern sind einige charakteristische Bauernhäuser aus dem 17. bis 19. Jahrhundert erhalten. Von der Burgstelle Sternenfels auf dem Sporn nördlich des Dorfes sind nur noch wenige Reste sichtbar.
|  |  |  |

## Persönlichkeiten
- Walther Stampfli (1884–1965), Bundespräsident und Ehrenbürger von Büren
- Oskar Stampfli (1886–1973), Lehrer, Regierungsrat und Ehrenbürger von Büren

## Wappen
Blasonierung
In Blau auf grünem Dreiberg grüner Baum, begleitet von drei gelben sechsstrahligen Sternen.